# Opper-Lausitzs voetbalkampioenschap 1932/33 (Midden-Duitsland)
In 1932/33 werd het zestiende en laatste Opper-Lausitzs voetbalkampioenschap gespeeld, dat georganiseerd werd door de Midden-Duitse voetbalbond. BC Sportlust Zittau werd voor het eerst kampioen en plaatste zich voor de Midden-Duitse eindronde. De club had een bye in de eerste ronde en verloor dan van Wacker Leipzig.
Na dit seizoen kwam de Nationaalsocialistische Duitse Arbeiderspartij aan de macht en werd de competitie grondig geherstructureerd. De overkoepelende voetbalbonden werden afgeschaft en ruimden plaats voor 16 Gauliga's. De kampioen van Opper-Lausitz werd te licht bevonden voor de Gauliga Sachsen en werd niet geselecteerd. Pas in 1942 zou Sportlust Zittau één jaar naar de Gauliga promoveren. De Opper-Lausitzse competitie bleef bestaan als Kreisklasse en werd nu de derde klasse. Hoeveel clubs, wellicht twee of drie, zich voor de Bezirksklasse plaatsten, die nu de tweede klasse werd is niet meer bekend.

## Gauliga
| Plaats | Club                          | Wed. | W  | G | V  | Saldo | Ptn.  |
| ------ | ----------------------------- | ---- | -- | - | -- | ----- | ----- |
| 1.     | BC Sportlust Zittau           | 18   | 12 | 4 | 2  | 49:22 | 28:8  |
| 2.     | SC 1911 Großröhrsdorf         | 18   | 9  | 7 | 2  | 54:33 | 25:11 |
| 3.     | SV 1904 Budissa Bautzen       | 18   | 9  | 3 | 6  | 59:35 | 21:15 |
| 4.     | Zittauer BC                   | 18   | 9  | 2 | 7  | 44:36 | 20:16 |
| 5.     | Bischofswerdaer SV 08         | 18   | 7  | 3 | 8  | 49:49 | 17:19 |
| 6.     | BV 1919 Sportlust Neugersdorf | 18   | 8  | 1 | 9  | 55:56 | 17:19 |
| 7.     | SpVgg 1908 Bautzen            | 18   | 8  | 1 | 9  | 45:56 | 17:19 |
| 8.     | BC Reichenau                  | 18   | 7  | 1 | 10 | 46:48 | 15:21 |
| 9.     | VfB Bautzen                   | 18   | 6  | 0 | 12 | 40:70 | 12:24 |
| 10.    | SpVgg Ebersbach               | 18   | 3  | 2 | 13 | 32:68 | 8:28  |

|  | Kampioen, geplaatst voor Midden-Duitse eindronde |
|  | Degradatie                                       |